# Vuelta al Tolima 2012
La Vuelta al Tolima 2012 fue disputada desde el 11 al 15 de abril de 2012. Se corrieron las categorías Élite y Sub-23.
Esta prueba es una de las competencias más importantes del país, hace parte del calendario ciclístico nacional de Colombia.  1
El vencedor de la clasificación general fue Félix "El Gato" Cárdenas, quién asumió el liderato después de la etapa reina con final en Líbano. Fue seguido en el podio por Óscar Sevilla a solo un segundo y por Juan Diego Ramírez a 13, lo que convierte a esta prueba en la más reñida del calendario Colombiano

## Equipos participantes
24 equipos tomaron parte de la carrera, la mayoría de ellos amateur, formando un pelotón de 194 corredores.  Se destaca la participación del Coca-Cola-Guatemala, con siete corredores de ese país  Entre los equipos se destacan:
- EPM-UNE
- Colombia-Comcel
- Indeportes Antioquia
- GW Shimano
- Formesan IDRD - Pinturas Bler
- Gobernación del Tolima
- Alcaldía de Tunja
- Alcaldía de Ibagué
- Grupo Élite-El Mago

## Etapas
| Etapa | Fecha       | Recorrido                                 | Km    | Ganador          | Líder           |
| 1     | 11 de abril | Ibagué - Melgar - Icononzo                | 123,5 | Freddy González  | Freddy González |
| 2     | 12 de abril | Melgar - Ibagué - Mariquita               | 206   | Jaime Castañeda  | Freddy González |
| 3     | 13 de abril | Mariquita - Alvarado - Líbano             | 165   | Argiro Ospina    | Félix Cárdenas  |
| 4     | 14 de abril | Mariquita - Venadillo - Alvarado - Ibagué | 118   | Jefferson Vargas | Félix Cárdenas  |
| 5     | 15 de abril | Circuito en Ibagué                        | 80    | Stiber Ortiz     | Félix Cárdenas  |

## Clasificación general final
La clasificación general finalizó de la siguiente forma:
| Posición | Ciclista              | Equipo             | Tiempo           |
| -------- | --------------------- | ------------------ | ---------------- |
|          | Félix Cárdenas        | GW Shimano         | 15 h 51 min 18 s |
| 2        | Óscar Sevilla         | Formesan           | + 1"             |
| 3        | Juan Diego Ramírez    | Super Giros        | + 13"            |
| 4        | Diego Quintero        | GW Shimano         | + 19"            |
| 5        | Juan Alejandro García | Colombia-Comcel    | + 38"            |
| 6        | Fabio Montenegro      | Formesan           | + 45"            |
| 7        | Fredy Piamonte        | EPM-UNE            | + 1' 29"         |
| 8        | Isaac Bolívar         | EPM-UNE            | + 1' 50"         |
| 9        | Luis Alonso           | Alcaldía de Ibagué | + 1' 51"         |
| 10       | Antonio Alarcón       | Alcaldía de Tunja  | + 2' 10"         |

## Evolución de las clasificaciones
| Etapa (Vencedor)            | Clasificación general | Clasificación metas volantes | Clasificación de la montaña | Clasificación de los jóvenes | Clasificación de la regularidad | Clasificación por equipos |
| --------------------------- | --------------------- | ---------------------------- | --------------------------- | ---------------------------- | ------------------------------- | ------------------------- |
| 1ª etapa (Freddy González)  | Freddy González       | Yean Rodríguez               | Félix Cárdenas              | Cristhian Talero             | Freddy González                 | Formesan - Bogotá Humana  |
| 2ª etapa (Jaime Castañeda)  | Freddy González       | Jairo Salas                  | Félix Cárdenas              | Cristhian Talero             | Freddy González                 | Formesan - Bogotá Humana  |
| 3ª etapa (Argiro Ospina)    | Félix Cárdenas        | Marlon Pérez                 | Félix Cárdenas              | Antonio Alarcón              | Freddy González                 | Formesan - Bogotá Humana  |
| 4ª etapa (Jefferson Vargas) | Félix Cárdenas        | Marlon Pérez                 | Félix Cárdenas              | Antonio Alarcón              | Félix Cárdenas                  | Formesan - Bogotá Humana  |
| 5ª etapa (Stiber Ortiz)     | Félix Cárdenas        | Marlon Pérez                 | Félix Cárdenas              | Isaac Bolívar                | Félix Cárdenas                  | Formesan - Bogotá Humana  |
| Final                       | Félix Cárdenas        | Marlon Pérez                 | Félix Cárdenas              | Isaac Bolívar                | Félix Cárdenas                  | Formesan - Bogotá Humana  |